# Gallie Åkerhielm
Gallie Åkerhielm, född Hoffmann 28 mars 1907 i Kazan, Ryssland, död 3 september 1968, var en svensk friherrinna, barnboksförfattare, journalist och översättare. Hon var dotter till bergsingenjören August Hoffmann och Lydia Popova. Hon gifte sig första gången 1928 med Arturo Croci, Rom, skilde sig 1937, gifte sig andra gången, 1938 med författaren Uno Eng (1896–1972) och tredje gången 1941 med författaren och översättaren Helge Åkerhielm (1910–1968). Makarna Åkerhielm är begravda på Skogskyrkogården i Stockholm. Tillsammans med Uno Eng fick Åkerhielm 1936 dottern Gallie Eng, redaktör och översättare.
Som barnboksförfattare är Åkerhielm känd för två serier: böckerna om Anna-Lena – serien omfattar nio titlar – och böckerna om katten Trisse som kom ut varje jul. Bilderboken Älvdrottningens bröllop, 1945, och Brumbo och stjärnorna, 1947, illustrerades av Lucie Lundberg,  Jugga Jagga och Vagge Vugge illustrerades av Ingrid Vang Nyman.

## Böcker (urval)
- Nygift i Rom (1937)
- Trisse och hans vänner (Folkskolans barntidning, 1942)
- Konsten att vara värdinna: illustrerad handledning (Lindqvist, 1948)
- Tiden runt på åtta minuter (Gallie Åkerhielm berättar, Lucie Lundberg ritar, Åhlén & Åkerlund, 1955)
- Anna-Lena i Dalarna (B. Wahlström, 1965)

## Översättningar ett hundratal(urval)
- Kurban Said: Ali och Nino (Ali und Nino) (Hökerberg, 1938)
- Susanne Palsbo: En prydnad för varje familj (Lindqvist, 1945)
- Ingrid Kittelsen: Lill Kari (Rabén & Sjögren, 1950)
- Monica Dickens: Gift med amerikanska flottan (No more meadows) (Hökerberg, 1954)
- Giovanni Giacomo Casanova: Casanovas memoarer (översättning och svensk bearbetning av Gallie och Helge Åkerhielm, B. Wahlström, 1956)